# Paraconchoecia aleutica
Paraconchoecia aleutica is een mosselkreeftjessoort uit de familie van de Halocyprididae. De wetenschappelijke naam van de soort is voor het eerst geldig gepubliceerd in 1986 door Chavtur.